# Brandon Flowers
Brandon Richard Flowers (* 21. Juni 1981 in Henderson, Nevada) ist der Frontmann, Sänger, Keyboarder und gelegentliche Bassist der aus Las Vegas stammenden Indie-Rock-Band The Killers.

## Persönliches
Flowers wurde als das jüngste von sechs Kindern und als Sohn von schottisch-litauischen Eltern bei Las Vegas geboren. Seine Mutter war Hausfrau und sein Vater arbeitete in einem Lebensmittelgeschäft. Als Flowers fünf Jahre alt war, trat sein Vater in die Kirche Jesu Christi der Heiligen der Letzten Tage ein. In seinem achten Lebensjahr zog die Familie nach Nephi, Utah. Dort lebte Flowers bis zum Beginn seiner Junior-College-Zeit, für die er zurück nach Las Vegas zog; dort lebte er bei seiner Tante.
Brandons zwölf Jahre älterer Bruder Shane, der im The-Killers-Song Sam’s Town besungen wird, gilt als sein wichtigster musikalischer Bezugspunkt. Shane zeigte ihm The-Smiths-Videos und U2's Rattle-and-Hum-Dokumentation. Sein älterer Bruder machte ihn außerdem mit Bands wie The Cars, The Cure und Morrissey bekannt. Musikalisch ist Flowers anglophil und Fan englischer Bands wie New Order, The Smiths, Pet Shop Boys, Depeche Mode und Oasis. Er bezeichnet den Pet-Shop-Boys-Song Being Boring, speziell die Textzeile „I never dreamt that I would get to be / The creature that I always meant to be“ als starken Einfluss auf sein Leben. Flowers sagte "It was really weird because other kids were buying Tool and Nirvana and I was buying The Cars and The Psychedelic Furs. I was pretty alienated as a kid." (Es war wirklich seltsam, denn die anderen Jugendlichen kauften Tool und Nirvana, und ich kaufte The Cars und The Psychedelic Furs. Ich war damals ziemlich entfremdet.)
In einer privaten Feier auf Hawaii heiratete Flowers am 2. August 2005 seine langjährige Freundin Tana. Das Paar hat drei Söhne, geboren 2007, 2009 und 2011.

## Karriere
Nachdem Flowers das College abgebrochen hatte, war er für kurze Zeit Hotelpage im „Gold Coast Hotel and Casino“ in Las Vegas. Später besuchte er ein Oasis-Konzert, und ihm wurde klar, dass er eine Wandlung von einer Keyboard-Band zu einer echten Rock-Band wollte. Er begann nach einem Gitarristen zu suchen. Er antwortete auf eine Werbeanzeige, die Dave Keuning im Las Vegas Weekly platziert hatte, in der dieser seine Einflüsse und bevorzugten Bands angab. Nach häufigem Bassisten- und Schlagzeugerwechsel kamen Bassist Mark Stoermer und Drummer Ronnie Vannucci dazu. Im Jahr 2002 traten sie das erste Mal unter dem Namen „The Killers“ auf.
Am 29. April 2010 gab Brandon dem NME-Online-Magazin bekannt, dass er an einem Soloalbum arbeitet. Dies bedeute aber nicht, dass er aus der Band aussteigen werde. Das Album Flamingo erschien schließlich am 3. September 2010. Sein zweites Soloalbum The Desired Effect erschien am 15. Mai 2015.

## Diskografie

### Alben
- 2010: Flamingo
- 2015: The Desired Effect

### Singles
- 2010: Crossfire
- 2010: Only the Young
- 2011: Jilted Lovers & Broken Hearts
- 2015: Can’t Deny My Love
- 2015: Still Want You
- 2015: Lonely Town
- 2015: I Can Change
- 2015: Superheated (New Order feat. Brandon Flowers)

## Auszeichnungen für Musikverkäufe
| Goldene Schallplatte - Irland - 2010: für das Album Flamingo |

Anmerkung: Auszeichnungen in Ländern aus den Charttabellen bzw. Chartboxen sind in ebendiesen zu finden.
| Land/RegionAuszeichnungen für Musikverkäufe (Land/Region, Auszeichnungen, Verkäufe, Quellen) | Silber  | Gold     | Platin | Verkäufe | Quellen        |
| -------------------------------------------------------------------------------------------- | ------- | -------- | ------ | -------- | -------------- |
| Irland (IRMA)                                                                                | —       | Gold1    | —      | 7.500    | irishcharts.ie |
| Vereinigtes Königreich (BPI)                                                                 | Silber1 | 2× Gold2 | —      | 400.000  | bpi.co.uk      |
| Insgesamt                                                                                    | Silber1 | 3× Gold3 | —      |          |                |

## Auszeichnungen
Flowers gewann 2005 den NME-Magazine-Award als Best Dressed und Sexiest Man. 2008 wurde er bei den GQ-Awards als Most Stylish Man ausgezeichnet.